# Dramma politico
Il dramma politico è un genere di opera teatrale o di sceneggiatura cinematografica in cui i personaggi principali o gli avvenimenti, hanno connatazioni a sfondo politico e sociale. L'autore contemporaneo a cui fa maggiormente riferimento è Bertolt Brecht.
Riferimenti di questo genere possono essere ascritti ad autori che utilizzano una chiave comica, come Dario Fo, o narrativa, come Marco Paolini.